# 南平頂山
南平頂山（英語：Mount Minami-heito），是南極洲的山峰，位於毛德皇后地的哈拉爾王子海岸，處於朗霍夫德山東南端，海拔高度480米，根據日本探險隊的測量和拍攝的空中照片繪入地圖，現時由南極條約體系管理。

## 外部連結
- . . United States Geological Survey.   [2013-10-22].
- 本条目引用的公有领域材料来自美国地质调查局的文档《南平頂山》 （資料來自地名信息系统）。

69°17′S 39°48′E / 69.283°S 39.800°E